# Madison County (Florida)
Madison County is een county in de Amerikaanse staat Florida.
De county heeft een landoppervlakte van 1.792 km² en telt 18.733 inwoners (volkstelling 2000). De hoofdplaats is Madison.